# حبيل قري (لودر)

تعديل مصدري - تعديل

حبيل قري هي إحدى قرى عزلة زارة بمديرية لودر التابعة لمحافظة أبين، بلغ تعداد سكانها 28 نسمة حسب تعداد اليمن لعام 2004.